# Nikifóros Lýtras
Nikifóros Lýtras (em grego:  Νικηφόρος Λύτρας; Pýrgos, Reino da Grécia, 1832 – Atenas, Reino da Grécia, 13 de junho de 1904) foi um pintor grego, caracterizado por utilizar-se dos preceitos e princípios da Escola de Munique enquanto dedicava sua obra a temas etnográficos.

## Biografia
Nikifóros nasceu em 1832, no vilarejo de Pýrgos, na ilha de Tinos, mostrando desde jovem o interesse pela pintura, pelo que ingressou em 1850 na Escola de Belas Artes da Universidade de Atenas e, antes mesmo de concluir seus estudos, foi contratado para decorar a Igreja Russa de Atenas como assistente de Ludwig Thiersch. Após seus estudos, recebeu uma bolsa do Rei Oto, com a qual estudou na Academia de Belas Artes de Munique, onde se alinhou com os preceitos e princípios da Escola de Munique enquanto dialogava com outros estudantes sobre o helenismo, gerando obras que até hoje se encontram na cidade.
Após graduar-se, professores sugeriram que ensinasse classicismo na Academia, mas negou-se, preferindo retornar à Grécia, onde aos 34 anos de idade tornou-se professor na Escola de Belas Artes da Universidade de Atenas, onde inspirou a penetração da Escola de Munique na arte grega, através de pintores como Geórgios Roilós, Geórgios Iakovídis e Périclès Pantazis. Lýtras tornou-se um expoente da pintura etnográfica, pintando personalidades, eventos e mitos de diversas etnias dos Bálcãs, viajando o mundo para pintar e tendo sua arte exibida em Paris e Viena. Foi condecorado com a cruz dourada da Ordem do Salvador em 1903, falecendo em Atenas no ano seguinte.